# ManagerSeminare
Das Weiterbildungsmagazin managerSeminare ist eine Fachzeitschrift für Managementwissen, Personalentwicklung und Weiterbildungspraxis, die seit 1990 von der managerSeminare Verlags GmbH publiziert wird.

## Themen und Autoren
Die festen Rubriken der Zeitschrift sind Nachrichten und Kurzmeldungen, Stellungnahmen von Experten zu kontroversen Themen und monatliche Umfragen zu einem aktuellen Trendthema. Außerdem liefert jede Ausgabe Leserrezensionen zu Fachbuch-Neuerscheinungen und Kurzporträts von Experten aus der HR- und/oder Weiterbildungsbranche. Den inhaltlichen Schwerpunkt der Zeitschrift bilden längere Fachartikel zu den Themenblöcken Führungspraxis und Management, Soft Skills und Arbeitstechniken, Trainings- und Coachingpraxis sowie Personalentwicklung und Human Resources Management. In jedem Heft findet sich am Ende ein Seminarkalender sowie in der Heftmitte ein herausnehmbares „Heft im Heft“ mit wechselndem Themenschwerpunkt.
Neben den festen Fachredakteuren schreiben im Magazin Trainer, Coaches, Unternehmensberater, Personalentwickler, Managementexperten und Wissenschaftler. Zu den bekannteren Autoren zählen u. a. Fredmund Malik, Reinhard K. Sprenger, Fritz B. Simon und Rudolf Wimmer, die über Themen wie Entscheidungsfindung, Führungsstile oder Motivation berichten. Daneben gibt es Interviews mit Personalvorständen von DAX-Unternehmen sowie mit Persönlichkeiten aus Politik, Wirtschaft, Wissenschaft und Gesellschaft.

## Geschichte
Die Zeitschrift wurde 1990 von dem Fachredakteur Jürgen Graf und dem Verlagskaufmann Gerhard May gegründet und erschien in den ersten Jahren vierteljährlich. Aufgabe der Publikation sollte sein, mehr Transparenz im Bereich der Führungskräfte-Weiterbildung zu schaffen. Mit der wachsenden Bedeutung von Softskills auch bei „normalen“ Angestellten erweiterte sich nicht nur der Leserkreis, sondern änderten sich auch die inhaltlichen Schwerpunkte der Zeitschrift in Richtung betriebliche, berufliche Weiterbildung. Heute informiert die Fachzeitschrift alle an betrieblichen Veränderungsprozessen Beteiligte: Führungskräfte, Mitarbeiter und Trainer.

## Verlag
Der Verlag entstand aus der GbR Gerhard May und Jürgen Graf und firmiert seit 1993 als managerSeminare Verlags GmbH mit Sitz in Bonn. Neben der Zeitschrift managerSeminare publiziert der Verlag die Zeitschrift für Trainer, Berater und Coachs Training aktuell und ein Trainingsmedienprogramm zur Qualifizierung von Trainern, Coaches und Beratern. Seit 1994 erscheint jährlich die „Weiterbildungsszene Deutschland“, eine Trendstudie über den deutschen Weiterbildungsmarkt. Im Internet ist der Verlag mit mehreren redaktionell betreuten Ressourcen vertreten: Weiterbildungsliteratur (trainerbuch.de), Seminar- und Anbieter-Datenbank (Seminarmarkt.de), Datenbank mit Weiterbildungsexperten (Weiterbildungsprofis.de), Webverzeichnis zur Erwachsenenweiterbildung (trainerlink.de), Datenbank für Kongress-, Seminar- und Tagungsräume (MICEGuide.com).